# Batik
Batik (javanisch „mbatik“ = mit Wachs schreiben) ist ein ursprünglich aus Indonesien stammendes Textilfärbeverfahren, bei dem Muster und Verzierungen in Handarbeit mit flüssigem Wachs mit einem als Tjanting bezeichneten Werkzeug auf das Gewebe (Baumwolle, Leinen, Seide etc.) aufgezeichnet und somit abgedeckt werden, und daher bei dem darauf folgenden Färben des Stoffes im Farbbad nicht durchspült werden und damit ihre ursprüngliche Farbe beibehalten.

## Indonesische Batik
Indonesische Batik zeichnet sich durch eine Vielfalt von traditionell vorgegebenen und oft religiös oder kulturell konnotierten Mustern sowie Farben aus. Traditionell waren Kleider aus Batik-Stoffen oder bestimmte Muster in der streng reglementierten javanischen Gesellschaft der Oberschicht, insbesondere dem Adel vorbehalten. Der Sultan von Yogyakarta etwa gab erst 1940 alle Batik zum Gebrauch für alle Gesellschaftsschichten frei. Auch heute noch sind bestimmte Muster für bestimmte gesellschaftliche Anlässe (z. B. Hochzeit) vorbehalten.
„Indonesische Batik“ wurde am 30. September 2009 von der UNESCO auf die Repräsentative Liste des immateriellen Kulturerbes der Menschheit gesetzt. Gleichzeitig wurde „die Ausbildung junger Menschen in traditioneller indonesischer Batik-Technik“ in das Register guter Praxisbeispiele aufgenommen.

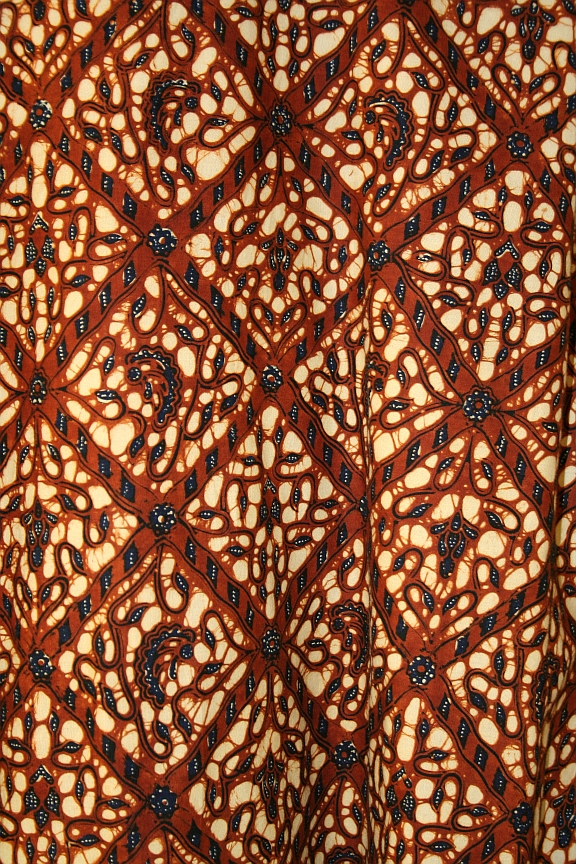
Indonesische Batik
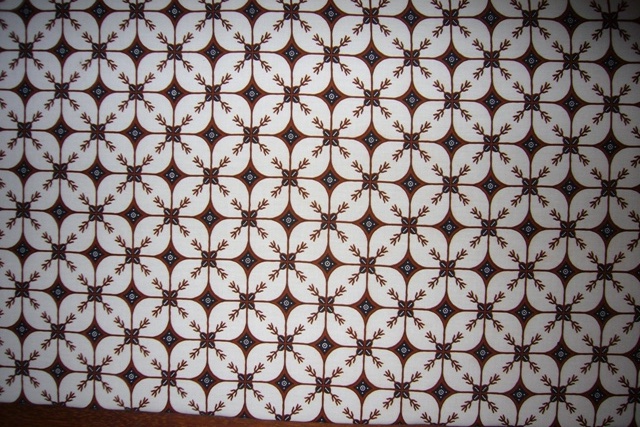
Traditionelles Muster aus Yogyakarta
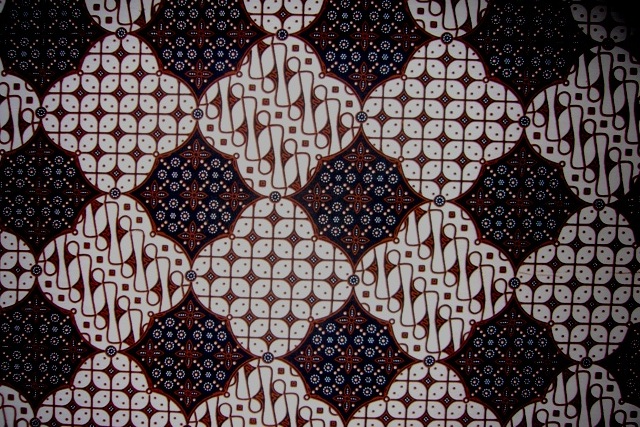
Traditionelles Muster aus Yogyakarta
Traditionelles Muster aus Solo (Surakarta)
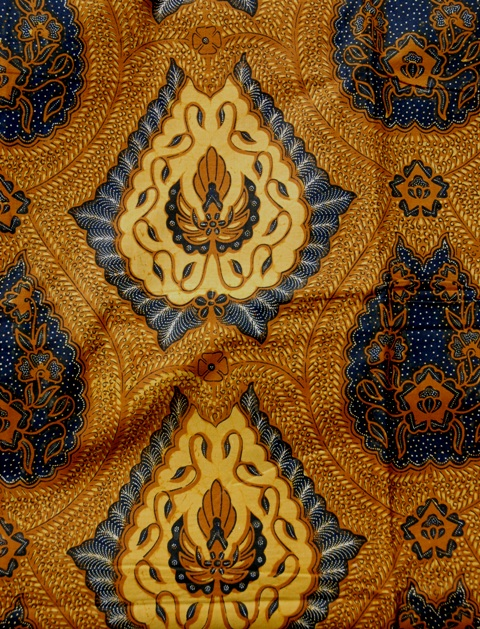
Traditionelles Muster aus Solo
- Batikkünstler aus Indonesien, niederländische Kinonachrichten von 1977

## Verwandte Techniken
Ein technisch ähnliches Verfahren, nämlich die Verhinderung der Färbung, stellt die Methode von Abbindungen mittels Schnur, Kabelbinder, Draht oder Gummi dar. Dünner Stoff kann auch selbst verknotet werden. Durch mehrfache Durchgänge von Abbindungen und verschiedenfarbige Farbbäder lassen sich Farbübergänge erzielen. Diese Technik wird in Japan Shibori, in Indonesien Plangi, in Indien Bandhani und im englischen Sprachraum Tie-Dye genannt.

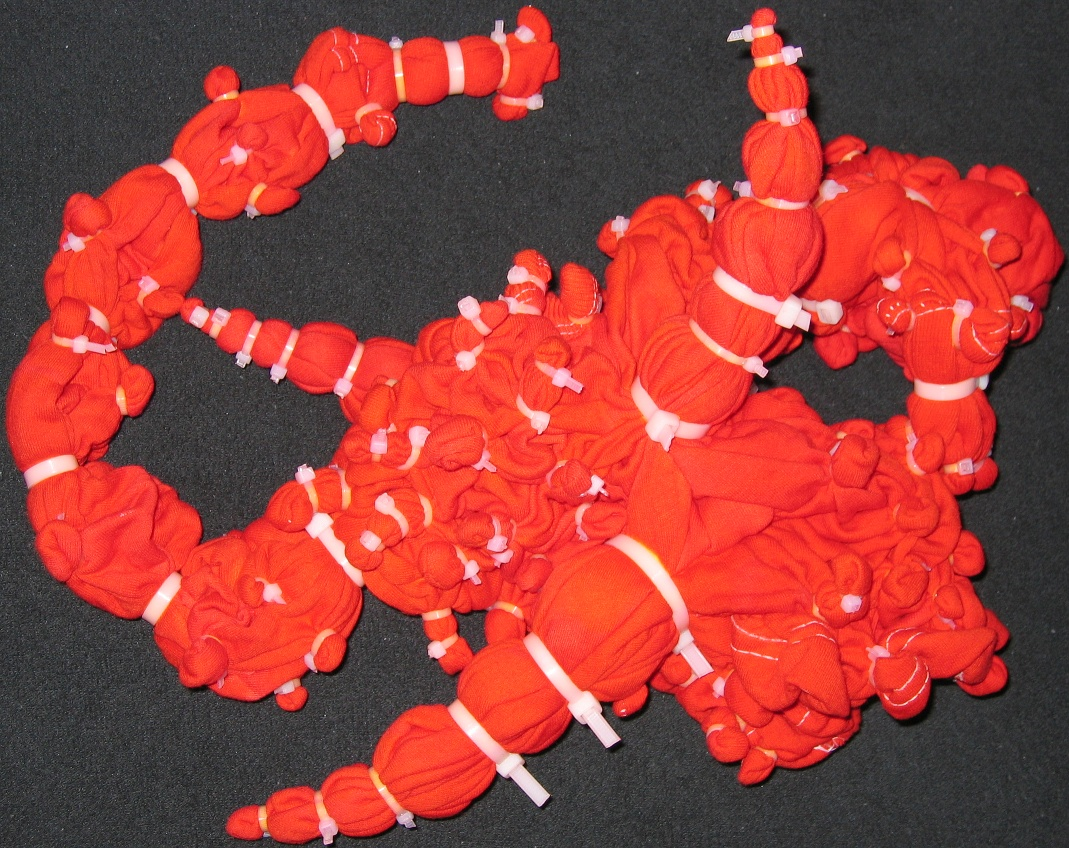
Abbindung mit Kabelbindern nach der ersten Wäsche, noch mit Bindern
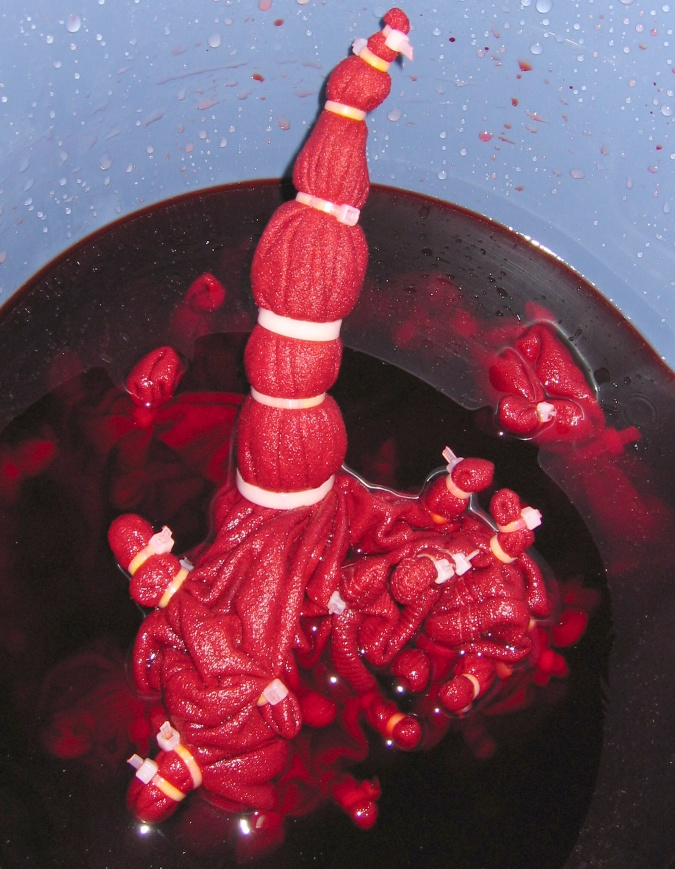
… im zweiten Farbbad
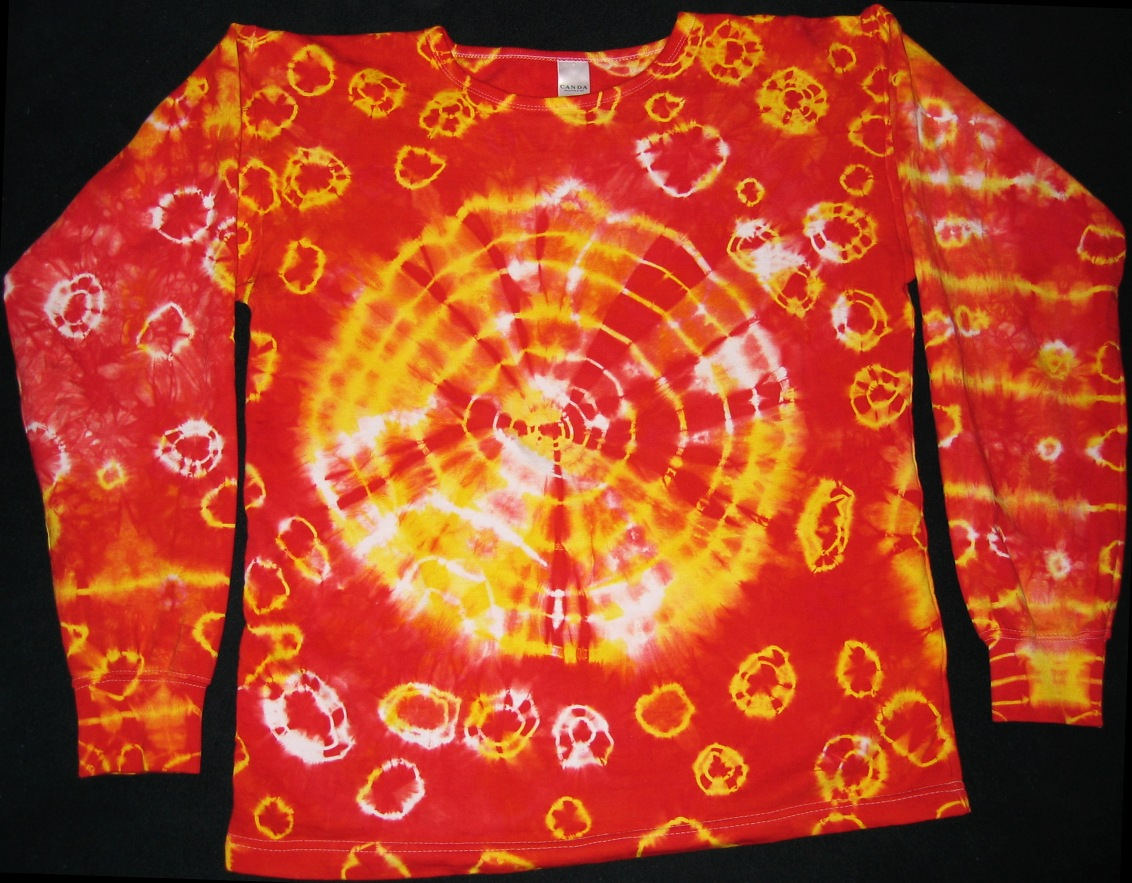
… nach Entfernen der Kabelbinder fertig

## Deutsche Batik-Künstler (ergänzen)
- Richard Dölker (1896–1955)
- Edgar Drechsel (1927–2010)
- Marga Drechsel (1931–2023)